# Daniel Júnior
Daniel de Melo Araujo Júnior (Santo André, 9 maggio 2002) è un calciatore brasiliano, centrocampista del Vitória.

## Carriera
Daniel Júnior ha iniziato a giocare nel settore giovanile del Palmeiras dove nella stagione 2019 ha realizzato 14 reti in 36 partite facendo coppia in attacco con Gabriel Veron. Nel 2020 ha subito vari infortuni che ne hanno limitato l'utilizzo e la stagione successiva è stato acquistato dal Cruzeiro.
Il 5 febbraio 2022 ha debuttato con la prima squadra nel Campionato Mineiro contro il Caldense e sette giorni più tardi ha realizzato la sua prima rete, nel 3-0 in trasferta contro il Tombense. Utilizzato con buona frequenza anche in Série B, al termine della stagione ha contribuito alla promozione in massima divisione con 2 reti in 25 presenze.
L'11 maggio 2023 ha esordito in Série A sostituendo Filipe Machado nei minuti finali della sconfitta casalinga per 2-0 contro il Fluminense.
Il 3 settembre 2023 è stato prestato all'Achmat Groznyj fino a giugno 2024.

## Statistiche

### Presenze e reti nei club
Statistiche aggiornate all'11 novembre 2023.
| Stagione        | Squadra         | Campionato      | Campionato | Campionato | Coppe nazionali | Coppe nazionali | Coppe nazionali | Coppe continentali | Coppe continentali | Coppe continentali | Altre coppe | Altre coppe | Altre coppe | Totale | Totale | Totale |
| Stagione        | Squadra         | Comp            | Pres       | Reti       | Comp            | Pres            | Reti            | Comp               | Pres               | Reti               | Comp        | Pres        | Reti        | Pres   | Reti   |        |
| --------------- | --------------- | --------------- | ---------- | ---------- | --------------- | --------------- | --------------- | ------------------ | ------------------ | ------------------ | ----------- | ----------- | ----------- | ------ | ------ | ------ |
| 2022            | Cruzeiro        | M1/MG+B         | 25+10      | 2+2        | CB              | 3               | 0               |                    | -                  | -                  |             | -           | -           | 38     | 4      |        |
| 2023            | Cruzeiro        | M1/MG+A         | 6+4        | 1+0        | CB              | 1               | 0               |                    | -                  | -                  |             | -           | -           | 11     | 1      |        |
| 2023-2024       | Achmat Groznyj  | PL              | 4          | 0          | CR              | 3               | 0               |                    | -                  | -                  |             | -           | -           | 7      | 0      |        |
| Totale carriera | Totale carriera | Totale carriera | 49         | 5          |                 | 7               | 0               |                    | 0                  | 0                  |             | -           | -           | 56     | 5      |        |

## Palmarès

### Competizioni nazionali
- Campeonato Brasileiro Série B: 1

Cruzeiro: 2022

### Competizioni statali
- Campionato Baiano: 1

Vitória: 2024